# Arbeitszeitverordnung
Die Arbeitszeitverordnung (Verordnung über die Arbeitszeit der Beamtinnen und Beamten des Bundes – AZV) ist eine deutsche Rechtsverordnung, die die regelmäßige wöchentliche Arbeitszeit der Bundesbeamten regelt.

## Inhalt
Die regelmäßige wöchentliche Arbeitszeit beträgt 41 Stunden. Schwerbehinderte Beamte und solche, die für ein Kind unter zwölf Jahren Kindergeld erhalten oder einen nahen Angehörigen pflegen, können eine Verkürzung der regelmäßigen wöchentlichen Arbeitszeit auf 40 Stunden beantragen.
Bei der regelmäßigen täglichen Arbeitszeit dürfen 13 Stunden einschließlich der Pausen nicht überschritten werden. Die Arbeit ist spätestens nach 6 Stunden durch eine Ruhepause von mindestens 30 Minuten zu unterbrechen. Nach mehr als 9 Stunden beträgt die Ruhepause mindestens 45 Minuten. Samstag, Heiligabend und Silvester sind grundsätzlich dienstfrei. Gleitende Arbeitszeiten können ermöglicht werden. Bei Teilzeitbeschäftigung darf die Zeit einer Freistellung bis zu einem Jahr zusammengefasst werden.
Mit Änderung vom 16. Dezember 2010 (BGBl. 2010 I S. 4262) wurde § 7a in die Arbeitszeitverordnung eingefügt. Die oberste Dienstbehörde kann demnach Dienststellen und Arbeitsbereiche bestimmen, die für die Erprobung von Langzeitkonten in Betracht kommen. Langzeitkonten sind personenbezogene Arbeitszeitkonten zum Ansparen von Zeitguthaben, die für zusammengefasste Freistellungszeiten verwendet werden können. Sie werden unabhängig von einer Erfassung der dienstlichen Anwesenheit geführt.
Bei Dienstreisen ist die Zeit zur Erledigung von Dienstgeschäften außerhalb der Dienststätte Arbeitszeit. Bei ganz- oder mehrtägigen Dienstreisen gilt die regelmäßige Arbeitszeit des jeweiligen Tages als geleistet. Reisezeiten sind keine Arbeitszeit. Sie werden jedoch als Arbeitszeit berücksichtigt, soweit sie innerhalb der regelmäßigen täglichen Arbeitszeit anfallen oder die Arbeitszeit innerhalb eines Tages durch Dienstreisen unterbrochen wird. Zeiten der Rufbereitschaft sind keine Arbeitszeit. 
Hat der Beamte jedoch über die Arbeitszeit hinaus mehr als zehn Stunden im Kalendermonat Rufbereitschaft, wird innerhalb von zwölf Monaten ein Achtel der über zehn Stunden hinausgehenden Zeit bei feststehender Arbeitszeit als Freizeitausgleich gewährt. Bei Bereitschaftsdienst kann die regelmäßige tägliche Arbeitszeit und die regelmäßige wöchentliche Arbeitszeit entsprechend den dienstlichen Bedürfnissen angemessen verlängert werden. Hierbei darf in einem Bezugszeitraum von zwölf Monaten die durchschnittliche Arbeitszeit 48 Stunden im Siebentageszeitraum nicht überschreiten.
Die Gestaltung von Nachtdienst muss der besonderen Beanspruchung der Arbeitskraft Rechnung tragen. Dabei darf die Arbeitszeit in einem Bezugszeitraum von zwölf Monaten im Durchschnitt acht Stunden pro 24-Stunden-Zeitraum nicht überschreiten.
Soweit Besonderheiten bestimmter spezifischer Tätigkeiten, die dem Schutz der Bevölkerung oder des Allgemeinwohls zur Abwehr schwerwiegender kollektiver Gefahrensituationen dienen, der Anwendung von Regelungen dieser Verordnung zwingend entgegenstehen, kann von der Verordnung abgewichen werden.